# Tropiduridae
Tropiduridae là một họ thằn lằn bản địa Nam Mỹ, bao gồm cả các đảo Trinidad và Galápagos. Nói chung được biết đến như là thằn lằn đất nhiệt đới Tân thế giới, do phần lớn các loài là thằn lằn sống trên mặt đất ở vùng nhiệt đới Nam Mỹ, mặc dù một vài loài đã thích nghi với các khu vực có khí hậu tương đối lạnh, như trong gùng miền núi thuộc dãy núi Andes cũng như Tierra del Fuego. Một số loài trong họ này là bò sát đẻ con (thai sinh).

## Phân loại
Theo định nghĩa hẹp gần đây, họ này bao gồm 6-7 chi với khoảng 125 loài đã biết như sau:
- Microlophus – khoảng 20 loài thằn lằn ấu trùng và kỳ nhông Thái Bình Dương (bao gồm cả Plesiomicrolophus, đôi khi gộp trong chi Tropidurus).
- Eurolophosaurus: khoảng 3 loài.
- Plica: khoảng 8 loài.
- Stenocercus – khoảng 64 loài kỳ nhông đuôi xoắn
- Tropidurus khoảng 26 -27 loài (bao gồm cả Platynotus, Strobilurus, Tapinurus)
- Uracentron – 3 loài kỳ nhông đuôi gai (đôi khi gộp trong chi Tropidurus)